# NSB type 93
Type 93 er et Dieseltogsæt brugt af Vy og efter planen SJ til tog på Nordlandsbanen, Raumabanen og Rørosbanen. Togene er lavet af Bombardier Transportation i Aachen og er af typen Bombardier Talent. 15 af disse togsæt er bygget.

## Eksterne links
- Type 93 Arkiveret 7. februar 2018 hos  Wayback Machine – NJK Materielldatabasen
- Type 93 – Jernbane.net